# 아리수변 꿈나무
"아리수변 꿈나무"는 한국에서 제작된 김주인 감독의 1987년 애니메이션, 가족, 드라마 영화이다.